# Spindelbock
Spindelbock (Aegomorphus clavipes) är en skalbagge i familjen långhorningar. Larvutvecklingen är knuten till nyligen döda lövträd, främst asp och björk, och tar två år. 

## Kännetecken
Skalbaggen är gråspräcklig och blir 8–17 millimeter lång. Den är robust byggd, bred och platt, med långa antenner och kraftiga ben. Både hanen och honans antenner är något längre kroppen. Om könen jämförs är hanens antenner längst. En annan karaktär som utmärker hanen är bredare framfötter, som på utsidan har en kant av långa hår. Täckvingarna är breda framtill och smalnar gradvis av bakåt och har tvärt avskurna spetsar.

### Larv
Larverna mäter upp mot 22 millimeter och är vita och ganska tjocka (ungefär 5 millimeter). Larverna har inga synliga ben. Vid framkanten på det främsta bröstsegmentet finns tydlig behåring.

## Utbredning
Spindelbocken är utbredd i mellersta och södra Europa, förutom på Iberiska halvön där den till större delen saknas, och vidare österut från regionen kring Kaukasus och de baltiska länderna genom Ryssland till Sibirien. I Sverige förekommer arten främst i de östra delarna av Götaland och Svealand, från norra Skåne till Hälsingland, och i Norrbotten och Västerbottens kusttrakter. I Norge finns den främst längs kusten av Sørlandet och Østlandet, men även i Trøndelag. Arten förekommer dessutom i södra Finland. Från Danmark finns endast ett fåtal äldre fynd.
Arten är ganska sällsynt i både Sverige och Norge. På 2010 års svenska rödlistan är den upptagen som nära hotad. Arten listas som nära hotad eftersom det antas att artens utbredning är kraftigt fragmenterad och att arten minskar eller kommer minska på grund av försämrade habitatbetingelser.

## Levnadssätt
Spindelbockens larvutveckling är knuten till nyligen döda lövträd, främst asp och björk. Larven lever under barken på grövre grenar (minst fem centimeter i diameter) eller stammar och larvgångarna är breda och slingrande. Det tar två år för larven att utvecklas. Förpuppningen sker på försommaren, en bit in i veden. I slutet av juni börjar de fullbildade skalbaggarna komma fram och de kan sedan ses fram till slutet av augusti. Skalbaggarna sitter gärna på nyligen döda lövträd och deras färgteckning ger dem ett bra kamouflage mot barken. Om skalbaggen lyfts upp kan den låta höra ett gnisslande ljud.